# Vierte Impressionisten-Ausstellung 1879

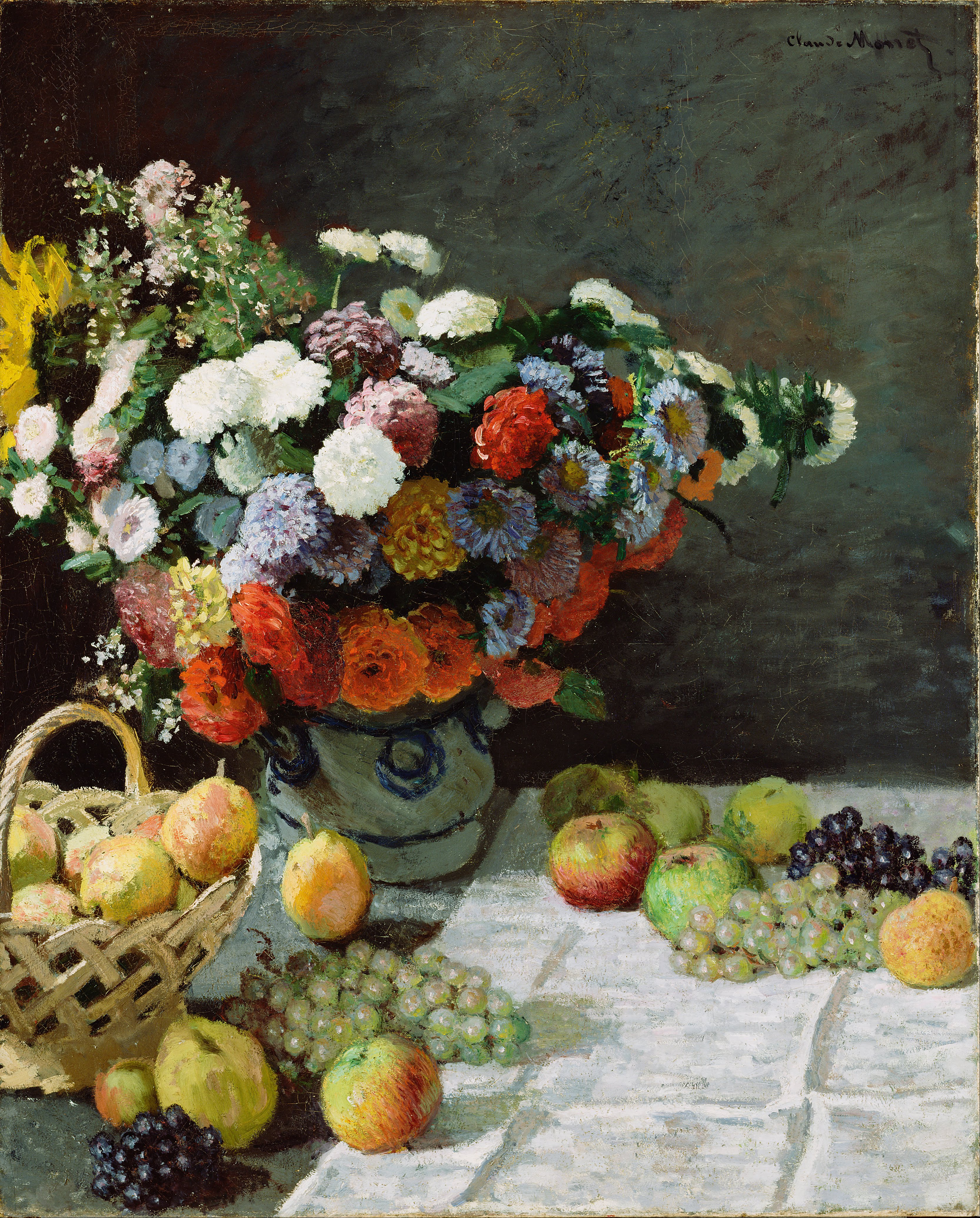
Claude Monet: Stillleben mit Blumen und Früchten, 1869. Getty Center, Los Angeles, California

Die Vierte Impressionisten-Ausstellung (von insgesamt acht Ausstellungen) fand vom 10. April bis 11. Mai 1879 im ersten Stockwerk in der Avenue de l’Opéra 28 in Paris statt. Die Ausstellung trug den Titel Exposition faite par un groupe d'artistes indépendants, réalistes et impressionnistes (Ausstellung einer Gruppe unabhängiger Künstler, Realisten und Impressionisten), eine Formulierung, die verhindern sollte, dass sich die Ausstellung nur auf die Impressionisten beschränkte. Schließlich nahmen fünfzehn Künstler teil, von denen sechs noch nie zuvor ausgestellt hatten: Marie Bracquemond, Mary Cassatt, Jean-Louis Forain, Albert Lebourg, Henry Somm und Federico Zandomeneghi. Paul Gauguin, der in letzter Minute eingeladen wurde, stellte mindestens eine Skulptur außerhalb des Katalogs aus.
Die Räumlichkeiten wurden von zeitgenössischen Quellen als großzügig und vorteilhaft gelegen beschrieben. Die Teilnehmer präsentierten 272 Kunstwerke (246 Katalognummern). Nur etwa 55 % waren Ölgemälde; viele Zeichnungen, Aquarelle, Pastelle und Skulpturen wurden ausgestellt. Der Eintrittspreis betrug 50 Centimes. Die Ausstellung wurde ein Erfolg: Bereits am Eröffnungsabend wurden Einnahmen von über 400 Franc erzielt. Insgesamt wurden rund 15.400 Eintrittskarten verkauft. Der Reingewinn für die teilnehmenden Künstler lag bei 439 Franc pro Person.

## Vorgeschichte
Die vorherige dritte Impressionisten-Ausstellung fand 1877 statt. Trotz einiger Verkäufe fiel die finanzielle Bilanz letztendlich negativ aus. Ursprünglich war für das Jahr 1878 eine weitere Ausstellung des Impressionistenkreises geplant. Diese Idee wurde im Kontext der Weltausstellung von 1878 in Paris diskutiert. 1878 wird die Sammlung des bankrotten Mäzens Ernest Hoschedé bei einer gerichtlichen Versteigerung aufgelöst: Der Verkauf verläuft enttäuschend und die 138 Werke werden zu Spottpreisen verkauft (das Gemälde Impression, soleil levant, das der Bewegung ihren Namen gibt, wird beispielsweise für 210 Francs verkauft). Während Gustave Caillebotte, Edgar Degas und Camille Pissarro unbedingt eine neue Ausstellung organisieren wollten, waren einige andere Künstler der Bewegung zurückhaltender. Claude Monet wollte sich nicht mehr beteiligen: Geldsorgen und die Sorge um die Gesundheit seiner Frau hatten ihn von den anderen Impressionisten und von Paris entfremdet, wohin er nur noch reiste, um seine Werke zu verkaufen. Pierre-Auguste Renoir und Alfred Sisley beschlossen, Werke für den Salon de Paris einzureichen. Paul Cézanne war über die Meinungsverschiedenheiten enttäuscht und verließ daraufhin die Gruppe. Letztlich wurde 1878 keine Ausstellung realisiert.

## Organisation
Anfang 1879 lud Gustave Caillebotte seine Malerkollegen Pissarro, Degas, Monet, Renoir und Sisley zum Abendessen ein, um eine neue Ausstellung zu planen. Ein zunächst in Betracht gezogener Ort, die Maison Dorée an der rue Laffitte, wurde verworfen. Letztlich wurde die Ausstellung in einem Appartement an der Avenue de l’Opéra 28 realisiert. Caillebotte trug maßgeblich zur Organisation bei. Degas blieb bis zuletzt unentschlossen. Eine Aufnahmebedingung war, dass kein Werk gleichzeitig im Salon gezeigt werden durfte.
Die Ausstellung wurde mit einer intensiven Plakat- und Öffentlichkeitskampagne beworben:
- Auffällige Plakate und zwei hohe Masten mit Trikolore-Flaggen wurden an der Avenue de l’Opéra aufgestellt.
- Die Presse berichtete über eine flächendeckende Plakatierung und die große öffentliche Aufmerksamkeit.
- Die Firma Jablochkoff bot an, die Beleuchtung der Ausstellung mit elektrischem Licht bereitzustellen. Dies spiegelt den technischen Fortschritt der Zeit wider.

La Vie Moderne, eine 1879 von Georges Charpentier gegründete kunst- und literaturorientierte Wochenzeitschrift, unterstützte das Ausstellungsprojekt. Die Redaktion förderte avantgardistische Künstler und organisierte eigene Ausstellungen, z. B. mit Monet (1880), Sisley (1881), Manet und Odilon Redon. Die Firma Jablochkoff bot an, die Beleuchtung der Ausstellung mit elektrischem Licht bereitzustellen.

## Teilnehmer

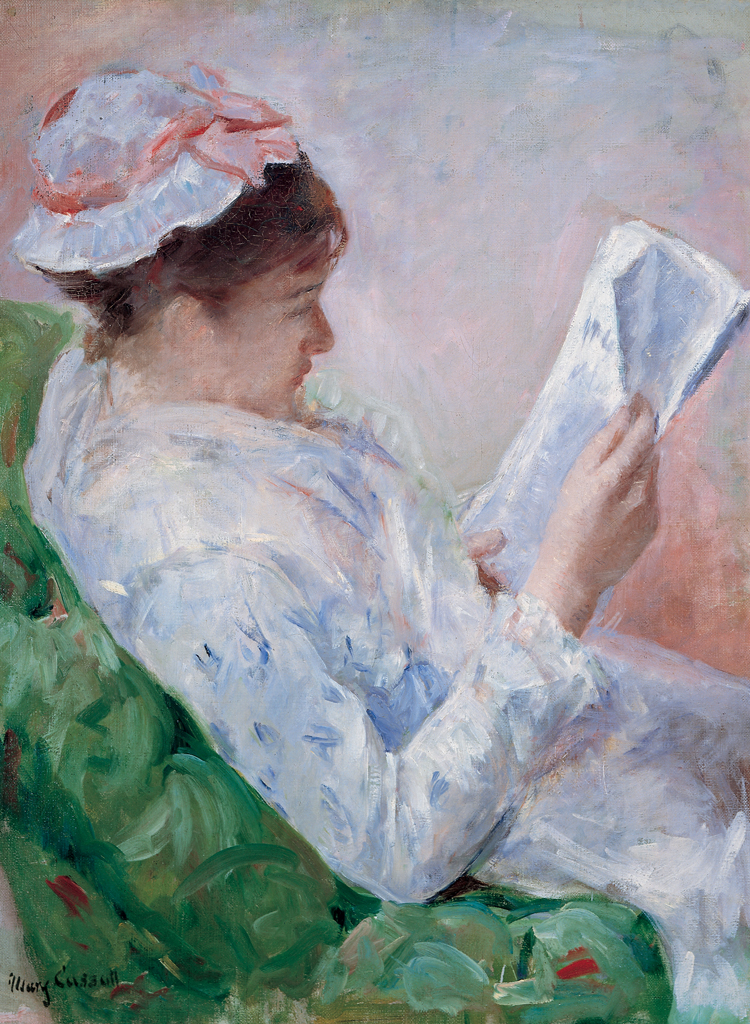
Mary Cassatt: Femme lisant / Woman Reading (Porträt von Lydia Cassatt, der Schwester des Künstlers), 1878–79. Joslyn Art Museum, Omaha, Nebraska, USA

Die folgende Liste enthält die Namen der Künstler, die an der Ausstellung teilnehmen (die Anzahl der ausgestellten Werke ist in Klammern angegeben):
- Félix Bracquemond (3)
- Marie Bracquemond (2)
- Gustave Caillebotte (25)
- Adolphe-Félix Cals (14)
- Mary Cassatt (11)
- Edgar Degas (25)
- Jean-Louis Forain (26)
- Albert Lebourg (30)
- Claude Monet (29 Werke. Monet stellte  Gemälde aus, die zwischen 1867 und 1878 entstanden waren und einen Überblick über seine Karriere und seine künstlerische Entwicklung gaben)
- Camille Pissarro (38)
- Henri Rouart (23)
- Henry Somm (3)
- Charles Tillot (11)
- Federico Zandomeneghi (5)
- Ludovic Piette: Piette, der 1878 verstorben war, erscheint posthum. Der Katalog erwähnt seinen Namen im Titel, listet jedoch keines seiner Werke auf.
- Paul Gauguin (außer Katalog) ist mindestens mit einer Skulptur vertreten.

## Rezeption

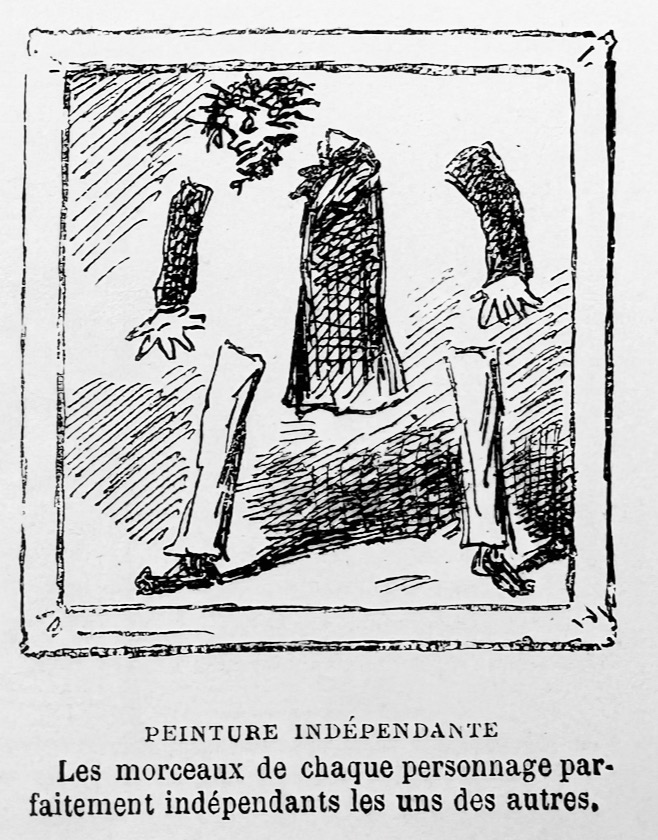
PEINTURE INDÉPENDANTE Les morceaux de chaque personnage parfaitement indépendants les uns des autres. (UNABHÄNGIGE MALEREI Die Stücke jedes Charakters sind vollkommen unabhängig voneinander). Cham (Amédée de Noé 1819–1879), Revue comique, in: Le Monde illustré, 3. Mai 1879

Die französische Presse berichtete mit einem breiten Spektrum an Meinungen über die Ausstellung. Paul-Armand Silvestre lobte in La Vie moderne vom 24. April 1879 die Werke von Edgar Degas für ihre klaren und präzisen Kompositionen. Auch Mary Cassatt wurde positiv hervorgehoben, da sich ihre Malweise an der strukturierten Darstellung orientiere, die Degas’ Werke kennzeichne. In Le Correspondant vom 25. Mai 1879 äußerte sich Victor Fournel skeptisch über die Selbstbezeichnung der Gruppe als „Unabhängige“ und schlug ironisch vor, sie eher „Nihilisten“ zu nennen, wobei er insbesondere auf die politische Gesinnung von Camille Pissarro anspielte. Arsène Houssaye bewertete die Ausstellung in der Zeitschrift L’Artiste (Mai 1879) unter dem Pseudonym F.C. de Syène differenziert. Er beobachtete eine zunehmende Festigung des Impressionismus im modernen Kunstbetrieb und sah Anzeichen dafür, dass diese Kunstrichtung künftig im offiziellen Pariser Salon an Einfluss gewinnen könnte.
In der satirischen Tageszeitung Le Charivari verspottete Paul Parfait in einem kurzen Beitrag vom 17. April 1879 die Ausstellung als bloße Wiederaufnahme der Pariser Vergnügungssaison, wobei er sich auf den Veranstaltungszeitraum und das gesellschaftliche Umfeld bezog. Le Soir warf den teilnehmenden Künstlern „schuldhafte Geschäftemacherei“ vor und bezeichnete ihre Vorgehensweise sogar als betrügerisch. Gleichzeitig bemerkte die Zeitung erstaunt, dass die Ausstellung neben einem breiten Publikum auch kaufwillige Interessenten anzog.
La Civilisation (22. April 1879) zog in einem Artikel von G. Coulombier einen Vergleich zwischen der Ausstellung und einem Jahrmarkt: Sie ziehe zwar viele Besucher an, besitze jedoch keinen ästhetischen Wert. Le Monde illustré (Ausgabe vom 13. April 1879) stellte fest, dass in Paris stets eine gewisse Neugier für das Exzentrische herrsche, was als Erklärungsansatz für das öffentliche Interesse diente.
Die Rezensionen zur vierten Impressionisten-Ausstellung von 1879 waren stark polarisiert. Während einige Kritiker wie Silvestre und Houssaye eine ernsthafte Auseinandersetzung mit der impressionistischen Kunst führten und diese teilweise positiv bewerteten, dominierten bei anderen Zeitungen Spott, Skepsis oder harsche Ablehnung. Trotz der kontroversen Bewertungen verzeichnete die Ausstellung hohen Publikumszuspruch und konnte sich wirtschaftlich behaupten. Sie trug zur weiteren öffentlichen Wahrnehmung des Impressionismus bei und festigte dessen Position im französischen Kunstleben.

### Ausstellungskataloge
- 1874: Société Anonyme Des Artistes Peintres, Sculpteurs, Graveurs, etc. Premiere Exposition 1874
- 1876: Catalogue de la 2e exposition de peinture
- 1877: Catalogue de la 3e exposition de peinture
- 1879: Catalogue de la 4e exposition de peinture
- 1880: Catalogue de la 5me exposition de peinture
- 1881: Catalogue de la 6me exposition de peinture
- 1882: Catalogue de la 7e exposition des artistes indépendants
- 1886: Catalogue de la 8e exposition de peinture

### Deutschsprachige Literatur
- Jean Selz: DuMont’s kleines Lexikon des Impressionismus. DuMont, Köln 1977, ISBN 3-7701-0860-4.
- Sophie Monneret: L’impressionnisme et son époque. Denoël, Paris 1978.
- John Rewald: Die Geschichte des Impressionismus. DuMont, Köln 1986, ISBN 3-7701-1166-4.
- Hans Körner: Edouard Manet, Dandy, Flaneur, Maler. Fink, München 1996, ISBN 3-7705-2931-6.
- Iris Schaefer, Caroline von Saint-George, Katja Lewerentz: Impressionismus, wie das Licht auf die Leinwand kam. Ausstellungskatalog Wallraf-Richartz-Museum & Fondation Corboud, Köln 2008, ISBN 978-8-861-30611-0.
- Norbert Wolf: Die Kunst des Salons: Malerei im 19. Jahrhundert. Prestel, München 2012, ISBN 978-3-7913-4625-0.
- Felix Krämer (Hrsg.): Monet und die Geburt des Impressionismus. Ausstellungskatalog Städel Museum, Prestel, München 2015, ISBN 978-3-7913-5414-9.

### Französische und englischsprachige Literatur
- Ruth Berson (Hg): The New Painting: Impressionism 1874–1886. Documentation, 2 Bände. Band 1: Reviews, Band 2: Exhibited works. San Francisco, 1996 (eine umfassende Darstellung des Themas ist hier zu finden).
- Achille Segard: Mary Cassatt : un peintre des enfants et des mères, 1913
- Adolphe Tabarant: Manet et ses œuvres, Paris, 1947
- Adolphe Tabarant: Pissarro, Paris, 1924
- Ambroise Vollard: Auguste Renoir, Paris, 1920
- Ambroise Vollard: Degas, Paris, 1924
- Ambroise Vollard: En écoutant Cézanne, Degas, Renoir, Paris, 1938
- Ambroise Vollard: Paul Cézanne, Paris, 1914
- Ambroise Vollard: Souvenirs d’un marchand de tableaux, Paris, Editions Albin-Michel, 1937
- Anne Distel, Anne Dayez, Michel Hoog, Charles S. Moffett: Impressionism, a centenary exhibition. Ausstellungskatalog Metropolitan Museum of Art, New York 1974, ISBN 0-87099-097-7.
- Antonin Proust: Edouard Manet. Souvenirs, Paris, 1913
- Arsène Alexandre: Durand-Ruel. Portrait et histoire d’un marchand, dans Pan, Berlin, novembre 1911
- Berhaut Marie: Caillebotte. Sa vie et son œuvre. Catalogue raisonné des peintures et pastels, 1978
- Camille Mauclair: L'impressionnisme : son histoire, son esthétique, ses maîtres, Paris, 1904
- Camille Mauclair: Trois crises de l'art actuel, Paris, 1906
- Carol Armstrong: Manet Manette. Yale University Press, New Haven 2002, ISBN 0-300-09658-5.
- Caroline Genet-Bondeville – Marianne Delafond: Berthe Morisot ou l’audace raisonnée, Paris, 1997
- Claude Monet: Mon histoire, recueillie par Thiébault-Sisson, Paris, 1998
- Daniel Halévy: Degas parle..., Paris-Genève, 1960
- Daniel Wildenstein: Claude Monet. Biographie et catalogue raisonné, Genève, 1974–1991
- Daniel Wildenstein: Monet ou le Triomphe de l’Impressionnisme, Cologne, 2003
- Denys Rioult: Les Écrivains devant l’impressionnisme : Armand Silvestre, Philippe Burty, Jules-Antoine Castagnary, Ernest Chesneau, Jules Claretie, Stéphane Mallarmé, Félix Fénéon, Paris, 1995
- Diego Martelli: Les impressionnistes et l’art moderne, textes réunis et annotés par Francesca Errico, Paris, 1979
- Edgar Allan Poe: Poèmes, traduction de Stéphane Mallarmé, avec portrait et fleuron par Edouard Manet, Paris, 1888
- Edmond Bazire: Manet, Illustrations d'après les originaux et gravures de Guérard, Paris, 1884
- Edmond Duranty: La nouvelle peinture : à propos du groupe d'artistes qui expose dans les galeries Durand-Ruel, Paris, 1876
- Émile Verhaeren: Sensations, Paris, 1928
- Émile Zola: Éd. Manet : étude biographique et critique, Paris, 1867
- Émile Zola: Exposition des œuvres de Edouard Manet : catalogue, Paris, 1884
- Émile Zola: Pour Manet, Paris, 1989
- Ernest Hoschedé: Brelan de salons, Paris, 1890
- Ernest Hoschedé: Impressions de mon voyage au Salon de 1882, Paris, 1882
- Félix Bracquemond: Du dessin et de la couleur, Paris, 1885
- Félix Fénéon: Les Impressionnistes en 1886, Paris, 1886 Florence Naugretten – Gérard Gengembre – Yvan Leclerc: Impressionnisme et littérature, Mont-Saint-Aignan, 2012
- Francesca Errico (Hrsg.): Diego Martelli, Les impressionnistes et l’art moderne, Paris, 1979
- Gary Tinterow, Henry Loyrette: Origins of Impressionism. Abrams, New York 1994, ISBN 0-8109-6485-6.
- George Moore: Modern Painting, 1893
- Georges Rivière: Le Maître Paul Cezanne, Paris, 1923
- Georges Rivière: Mr. Degas, bourgeois de Paris, Paris, 1935
- Georges Rivière: Renoir et ses amis, Paris, 1921
- Georges Serret – Dominique Fabiani: Armand Guillaumin (1841 - 1927), Catalogue raisonné de l'œuvre peint, Paris, 1971
- George T.M. Shackelford – Hayes Paul Tucker – Mary Anne Stevens: Monet au XXe siècle, Yale, 1998
- Gerard Gengembre – Yvan Leclerc – Florence Naugretten: Impressionnisme et littérature, Mont-Saint-Aignan, 2012
- Godfey Blundel et Maria Blundel: Journal de l’impressionnisme, Genève, 1973
- Gustave Cahen: Eugène Boudin, sa vie et son œuvre, Paris, 1900
- Gustave Cocquiot: Cubistes, futuristes, passéistes, Paris, 1914
- Gustave Geffroy: Claude Monet, sa vie, son temps, son œuvre, Paris, 1923
- Gustave Geffroy: Sisley, Paris, 1923
- Gustave Gachet: Deux Amis des Impressionnistes, le Dr Gachet et Murer, Paris, 1956
- Hélène Adhémar: Chronologie Impressionniste, 1863 – 1905, Paris, 1981
- Hean Leymarie – Michel Mellot: Les Gravures des impressionnistes, Paris, 1971
- Isolde Pludermacher: Eugène Boudin. Lettres à Ferdinand Martin (1861 – 1870), Honfleur, 2011
- James McNeill Whistler: Le Ten o’clock, traduction française de Stéphane Mallarmé, Paris, 1888
- Jean-Aubry G.: Eugène Boudin d'après des documents inédits, Paris, 1922
- Joris-Karl Huysmans: Certains, Paris, 1898
- Joris-Karl Huysmans: Ecrits sur l’art : 1867–1905, Paris, 2006
- Joris-Karl Huysmans: L’Art moderne, Paris, 1902
- Julie Manet: Journal, 1893–1899, 1987
- Juliet Wilson-Bareau: Manet par lui-même, Paris, 1991
- Laurent Manœuvre: Impressionnistes au féminin, Rouen, 2016
- Laurent Manœuvre: Mary Cassatt, Paris, 2018
- Laurent Manœuvre: Petit dictionnaire autobiographique Eugène Boudin, Paris, 2014
- Lionello Venturi: Les archives de l’impressionnisme, Paris, New York, 1939
- Louisine Havemeyer: Sixteen to sixty : memoirs of a collector, New York, 1961
- Marc Elder: À Giverny, chez Claude Monet, Paris, 1924
- Marcel Guérin: J.L. Forain, aquafortiste, Paris, 1912
- Marcel Guérin: L’œuvre gravé de Manet, Paris, 1944
- Marie Berhaut: Caillebotte. Sa vie et son œuvre, Catalogue raisonné, 1978
- Mary Pittaluga – Enrico Piceni: De Nittis, Milan, 1963
- Nancy Mowll Mathews: Cassatt and her circle, New York, 1984
- Nancy Mowll Mathews: Mary Cassatt : a life, 1994
- Octave Mirbeau: Des artistes, Deuxième série, Paris, 1922–1924
- Octave Mirbeau: Des artistes, Première série, Paris, 1922–1924
- Olivier Daulte – Manuel Dupertuis: Stéphane Mallarmé – Berthe Morisot, Correspondance, Paris, 2009
- Paul Cézanne: Correspondance, Paris, 1978
- Paul Duval: Canadian impressionism, Toronto, 1990
- Paul Gauguin: Oviri, écrits d’un sauvage, Paris, 1973
- Paul Valéry: Degas, danse, dessin, Paris, 1965
- Pierre Auguste Renoir: Ecrits, entretiens et lettres sur l’art, Paris, 2002
- Ruth Berson: The New Painting : Impressionism 1874–1886, Documentation, Seattle, 1996
- Stéphane Mallarmé: Autobiographie – Lettre à Verlaine, Paris, 1991
- Stéphane Mallarmé: Pages, avec un frontispice à l'eau forte par Renoir, Paris, 1891
- Stéphane Mallarmé: Vers et prose, Paris, 1893
- Théodore Duret: Histoire de Édouard Manet et de son œuvre, Paris, 1906
- Théodore Duret: Histoire de J. Mc N. Whistler et de son œuvre, Paris, 1904
- Théodore Duret: Histoire des peintres impressionnistes, Paris, 1906
- Théodore Duret: Le Peintre Claude Monet, Paris, 1880
- Théodore Duret: Les peintres impressionnistes, Paris, 1878
- Yvan Leclerc – Gérard Gengembre – Florence Naugretten: Impressionnisme et littérature, Mont-Saint-Aignan, 2012